# Гейзен (Північна Дакота)
Гейзен (англ. Hazen) — місто (англ. city) в США, в окрузі Мерсер штату Північна Дакота. Населення — 2281 особа (2020).

## Географія
Гейзен розташований за координатами 47°17′58″ пн. ш. 101°37′30″ зх. д. / 47.29944° пн. ш. 101.62500° зх. д. (47.299580, -101.624884).  За даними Бюро перепису населення США в 2010 році місто мало площу 3,30 км², з яких 3,30 км² — суходіл та 0,01 км² — водойми.

## Демографія
Згідно з переписом 2010 року, у місті мешкало 2411 осіб у 1020 домогосподарствах у складі 742 родин. Густота населення становила 730 осіб/км².  Було 1074 помешкання (325/км²).
Расовий склад населення:
| - 96,6 % — білих - 1,8 % — корінних американців - 0,4 % — чорних або афроамериканців - 0,3 % — азіатів - 0,1 % — вихідців з тихоокеанських островів |

До двох чи більше рас належало 0,6 %. Частка іспаномовних становила 1,2 % від усіх жителів.
За віковим діапазоном населення розподілялося таким чином: 22,6 % — особи молодші 18 років, 62,8 % — особи у віці 18—64 років, 14,6 % — особи у віці 65 років та старші. Медіана віку мешканця становила 45,2 року. На 100 осіб жіночої статі у місті припадало 100,6 чоловіків;  на 100 жінок у віці від 18 років та старших — 99,3 чоловіків також старших 18 років.
Середній дохід на одне домашнє господарство  становив 72 197 доларів США (медіана — 73 621), а середній дохід на одну сім'ю — 80 365 доларів (медіана — 84 000). Медіана доходів становила 70 000 доларів для чоловіків та 31 638 доларів для жінок. За межею бідності перебувало 7,3 % осіб, у тому числі 11,1 % дітей у віці до 18 років та 12,2 % осіб у віці 65 років та старших.
Цивільне працевлаштоване населення становило 1524 особи. Основні галузі зайнятості: сільське господарство, лісництво, риболовля — 20,3 %, освіта, охорона здоров'я та соціальна допомога — 16,3 %, транспорт — 15,8 %.